# Andreas Brehme
Andreas "Andi" Brehme (phát âm tiếng Đức: [anˈdʁeːas ˈʔandiː ˈbʁeːmə]; 9 tháng 11 năm 1960 – 20 tháng 2 năm 2024) là cựu tuyển thủ và huấn luyện viên người Đức. Trong sự nghiệp thi đấu quốc tế, ông nổi tiếng với bàn thắng quyết định trên chấm penalty tại trận chung kết 1990 FIFA World Cup khi Đội tuyển bóng đá quốc gia Đức đối đầu với Argentina. Tại sự nghiệp câu lạc bộ, Brehme chơi chủ yếu cho các câu lạc bộ trong nước là 1. FC Kaiserslautern và Bayern Munich. Ngoài ra ông cũng từng chơi bóng tại Italia và Tây Ban Nha.
Là một hậu vệ cánh tấn công đa năng với khả năng ghi bàn, Brehme có thể chơi ở bất kỳ vị trí nào dọc theo hành lang cánh ở cả hai bên sân. Ông nổi tiếng với khả năng tạt bóng, sự thuận cả hai chân và độ chính xác trong các tình huống đá phạt và đá phạt đền, cùng với cú sút mạnh mẽ.

## Sự nghiệp

### Câu lạc bộ
Andreas Brehme sinh ra tại Hamburg và bắt đầu sự nghiệp của mình tại câu lạc bộ địa phương HSV Barmbek-Uhlenhorst.
Brehme thi đấu cho 1. FC Kaiserslautern từ năm 1981 đến 1986, trước khi chuyển sang kình địch Bayern Munich, nơi ông thi đấu từ năm 1986 đến 1988 và giành chức vô địch Bundesliga năm 1987. Sau đó, ông gia nhập câu lạc bộ Inter Milan của Ý, thi đấu từ năm 1988 đến 1992 cùng với các đồng hương Lothar Matthäus và Jürgen Klinsmann. Tại đây, ông giành chức vô địch Serie A năm 1989 (đồng thời được bầu chọn là cầu thủ xuất sắc nhất năm) và UEFA Cup năm 1991.
Brehme chơi mùa giải 1992–1993 cho Real Zaragoza tại La Liga,  trước khi trở lại Đức vào năm 1993 để một lần nữa khoác áo Kaiserslautern. Ông giành cúp quốc gia Đức cùng câu lạc bộ này năm 1996, mặc dù đội đã xuống hạng trong cùng mùa giải. Dù vậy, Brehme vẫn ở lại và đóng vai trò quan trọng trong việc giúp đội thăng hạng ngay mùa giải tiếp theo. Sau đó, ông cùng Kaiserslautern giành chức vô địch Bundesliga năm 1998.
Brehme kết thúc sự nghiệp cầu thủ của mình sau khi đã thi đấu tổng cộng 301 trận.

### Đội tuyển quốc gia
Là thành viên của đội tuyển quốc gia (Tây) Đức, Andreas Brehme đã tham gia nhiều giải đấu lớn bao gồm UEFA Euro 1984, Thế vận hội Mùa hè 1984, FIFA World Cup 1986, UEFA Euro 1988, FIFA World Cup 1990, UEFA Euro 1992 và FIFA World Cup 1994. Ông được chọn vào đội hình tiêu biểu của giải đấu tại Euro 1984 và góp phần đưa Đức vào bán kết Euro 1988 trên sân nhà, trong đó ông ghi một bàn trong trận hòa 1–1 với Ý ở trận mở màn.
Tại Euro 1992, Brehme giành huy chương á quân khi Đức để thua Đan Mạch 0–2 trong trận chung kết; ông một lần nữa được chọn vào đội hình tiêu biểu của giải đấu. Ở FIFA World Cup 1986, Brehme cũng nhận huy chương á quân khi Đức thua Argentina trong trận chung kết. Tuy nhiên, ông đã giành chức vô địch World Cup 1990 trước chính đối thủ này và được bầu vào đội hình All-Star của giải.
Trong trận bán kết World Cup 1986, Brehme ghi bàn từ một quả đá phạt chạm người đổi hướng trước Pháp. Tại bán kết World Cup 1990, ông tiếp tục ghi bàn từ đá phạt vào lưới Anh, với cú sút chạm chân hậu vệ Paul Parker của đối thủ. Trong giải đấu năm 1990, trên đường tới trận chung kết, Brehme kiến tạo cho Jürgen Klinsmann ghi bàn bằng đầu trong trận thắng 4–1 trước Nam Tư ở trận mở màn và tự mình ghi bàn thứ hai vào lưới Hà Lan ở vòng 2 với một cú sút xoáy bằng chân phải.
Trong trận chung kết World Cup 1990, Đức thắng Argentina 1–0, Brehme ghi bàn thắng duy nhất từ chấm phạt đền bằng chân phải. Đáng chú ý, bàn phạt đền duy nhất khác mà ông thực hiện cho Đức trong một trận đấu mở là trước Anh tại một trận giao hữu ở Mexico trước World Cup 1986. Ở vòng tứ kết World Cup 1986, ông thực hiện thành công cú sút luân lưu vào lưới Mexico bằng chân trái, trong khi tại bán kết World Cup 1990, ông thực hiện quả luân lưu thành công đầu tiên của Đức vào lưới Anh bằng chân phải.
Lần khoác áo đội tuyển quốc gia cuối cùng trong tổng số 86 lần của Brehme là tại FIFA World Cup 1994, nơi Đức bị loại đáng thất vọng ở tứ kết sau trận thua Bulgaria.

## Sự nghiệp huấn luyện
Sau khi giải nghệ, Brehme tiếp tục gắn bó với bóng đá trong vai trò huấn luyện viên. Ông huấn luyện đội bóng cũ 1. FC Kaiserslautern từ năm 2000 đến 2002. Sau đó ông huấn luyện SpVgg Unterhaching từ giải đấu 2. Bundesliga. Ông sau đó trở thành trợ lý huấn luyện viên cùng Giovanni Trapattoni tại VfB Stuttgart, nhưng cả hai đều bị sa thải chỉ sau vài tháng tại câu lạc bộ.

## Phong cách chơi bóng
Là một hậu vệ cánh hoặc hậu vệ cánh tấn công hiệu quả, Andreas Brehme được coi là một trong những hậu vệ trái xuất sắc nhất thế hệ của mình. Mặc dù thường được bố trí ở cánh trái trong hàng phòng ngự, ông là một cầu thủ cực kỳ đa năng, có thể chơi ở bất kỳ vị trí nào dọc theo hành lang cánh, ở cả hai bên sân, và thậm chí có thể đảm nhiệm vai trò tấn công hơn. Thỉnh thoảng, ông còn được sử dụng ở trung tâm sân trong vai trò tiền vệ phòng ngự.
Mặc dù không quá nhanh nhẹn, ông nổi tiếng với khả năng kỹ thuật tuyệt vời, thể lực bền bỉ, kỹ năng phòng ngự, khả năng phán đoán và trí thông minh chiến thuật. Brehme còn nổi bật với những pha dâng cao tấn công, giúp ông hoạt động hiệu quả ở cả hai đầu sân.
Là một chuyên gia trong các tình huống cố định, Brehme được coi là một trong những cầu thủ sút phạt và tạt bóng xuất sắc nhất mọi thời đại. Ông nổi bật với khả năng sút bóng mạnh mẽ và xoáy. Tuy nhiên, kỹ năng đặc biệt nhất của Brehme chính là việc ông thuộc số ít cầu thủ trên thế giới có khả năng chơi bóng bằng cả hai chân một cách cân bằng, điều này khiến ông trở nên vô giá khi thi đấu. Khả năng chơi bóng bằng cả hai chân của ông từng khiến huấn luyện viên Franz Beckenbauer phải thừa nhận: "Tôi đã biết Andy suốt 20 năm và đến giờ tôi vẫn không biết cậu ấy thuận chân phải hay chân trái."
Brehme thường thực hiện các quả phạt đền (nhưng không phải luôn luôn) bằng chân phải và đá phạt hoặc phạt góc bằng chân trái, điều này khiến đối thủ khó đoán trước ý định của ông. Mặc dù được cho là thuận chân trái tự nhiên, Brehme tin rằng chân phải của mình chính xác hơn, nhưng lại có cú sút mạnh mẽ hơn với chân trái – chân mà ông gọi là "yếu" hơn. Điều này thể hiện rõ khi tại chung kết World Cup 1990, ông thực hiện quả phạt đền quyết định mang về chức vô địch cho Tây Đức bằng chân phải, nhưng bốn năm trước đó, trong loạt sút luân lưu tứ kết World Cup 1986 trước Mexico, ông ghi bàn bằng cú sút mạnh mẽ từ chân trái.
Ngoài khả năng chơi bóng, Brehme còn được đánh giá cao bởi tinh thần mạnh mẽ, sự điềm tĩnh dưới áp lực và xu hướng ghi những bàn thắng quan trọng trong các trận đấu lớn, điều này khiến ông được coi là một cầu thủ "bản lĩnh lớn" trong mắt giới truyền thông.
Mặc dù nổi tiếng với lối chơi quyết liệt, Brehme cũng được đánh giá cao về tính chuyên nghiệp trong suốt sự nghiệp, cả trong và ngoài sân cỏ. Lothar Matthäus từng nhận xét rằng Brehme là cầu thủ xuất sắc nhất mà ông từng thi đấu cùng.

## Qua đời
Brehme qua đời vì một cơn ngừng tim vào ngày 20 tháng 2 năm 2024, hưởng thọ 63 tuổi.

## Thống kê sự nghiệp
Nguồn:

### Câu lạc bộ
| Câu lạc bộ           | Mùa bóng       | Giải đấu       | Giải đấu | Giải đấu  | Cúp quốc gia | Cúp quốc gia | Lục địa | Lục địa   | Siêu cúp | Siêu cúp  | Tổng    | Tổng      |
| Câu lạc bộ           | Mùa bóng       | Hạng đấu       | Số trận  | Bàn thắng | Số trận      | Bàn thắng    | Số trận | Bàn thắng | Số trận  | Bàn thắng | Số trận | Bàn thắng |
| -------------------- | -------------- | -------------- | -------- | --------- | ------------ | ------------ | ------- | --------- | -------- | --------- | ------- | --------- |
| 1. FC Saarbrücken    | 1980–81        | 2. Bundesliga  | 36       | 3         | 2            | 0            | —       | —         | —        | —         | 38      | 3         |
| 1. FC Kaiserslautern | 1981–82        | Bundesliga     | 27       | 4         | —            | —            | 7       | 1         | —        | —         | 34      | 5         |
| 1. FC Kaiserslautern | 1982–83        | Bundesliga     | 30       | 3         | 1            | 0            | 5       | 3         | —        | —         | 36      | 6         |
| 1. FC Kaiserslautern | 1983–84        | Bundesliga     | 33       | 8         | 2            | 1            | 2       | 0         | —        | —         | 37      | 9         |
| 1. FC Kaiserslautern | 1984–85        | Bundesliga     | 33       | 11        | 1            | 0            | —       | —         | —        | —         | 34      | 11        |
| 1. FC Kaiserslautern | 1985–86        | Bundesliga     | 31       | 8         | 4            | 2            | —       | —         | —        | —         | 35      | 10        |
| 1. FC Kaiserslautern | Tổng           | Tổng           | 154      | 34        | 8            | 3            | 14      | 4         | —        | —         | 176     | 41        |
| Bayern Munich        | 1986–87        | Bundesliga     | 31       | 4         | 2            | 0            | 8       | 0         | —        | —         | 41      | 4         |
| Bayern Munich        | 1987–88        | Bundesliga     | 28       | 3         | 4            | 0            | 6       | 1         | 1        | 0         | 39      | 4         |
| Bayern Munich        | Tổng           | Tổng           | 59       | 7         | 6            | 0            | 14      | 1         | 1        | 0         | 80      | 8         |
| Inter Milan          | 1988–89        | Serie A        | 31       | 3         | 7            | 0            | 6       | 0         | —        | —         | 44      | 3         |
| Inter Milan          | 1989–90        | Serie A        | 32       | 6         | 4            | 0            | 2       | 0         | 1        | 0         | 39      | 6         |
| Inter Milan          | 1990–91        | Serie A        | 23       | 1         | 4            | 1            | 9       | 0         | —        | —         | 36      | 2         |
| Inter Milan          | 1991–92        | Serie A        | 30       | 1         | 4            | 0            | 2       | 0         | —        | —         | 36      | 1         |
| Inter Milan          | Tổng           | Tổng           | 116      | 11        | 19           | 1            | 19      | 0         | 1        | 0         | 155     | 12        |
| Real Zaragoza        | 1992–93        | La Liga        | 24       | 1         | 2            | 1            | 5       | 2         | —        | —         | 31      | 4         |
| 1. FC Kaiserslautern | 1993–94        | Bundesliga     | 26       | 3         | 3            | 1            | —       | —         | —        | —         | 29      | 4         |
| 1. FC Kaiserslautern | 1994–95        | Bundesliga     | 27       | 4         | 3            | 2            | 4       | 0         | —        | —         | 34      | 6         |
| 1. FC Kaiserslautern | 1995–96        | Bundesliga     | 30       | 2         | 5            | 0            | 4       | 0         | —        | —         | 39      | 2         |
| 1. FC Kaiserslautern | 1996–97        | 2. Bundesliga  | 32       | 0         | —            | —            | 2       | 0         | 1        | 0         | 35      | 0         |
| 1. FC Kaiserslautern | 1997–98        | Bundesliga     | 5        | 0         | 1            | 0            | —       | —         | —        | —         | 6       | 0         |
| 1. FC Kaiserslautern | Tổng           | Tổng           | 120      | 9         | 12           | 3            | 10      | 0         | 1        | 0         | 143     | 12        |
| Tổng sự nghiệp       | Tổng sự nghiệp | Tổng sự nghiệp | 509      | 65        | 49           | 8            | 62      | 7         | 3        | 0         | 623     | 80        |

### Đội tuyển quốc gia
| Đội tuyển | Năm  | Số trận | Số bàn thắng |
| --------- | ---- | ------- | ------------ |
| Đức       | 1984 | 11      | 1            |
| Đức       | 1985 | 9       | 1            |
| Đức       | 1986 | 8       | 1            |
| Đức       | 1987 | 5       | 0            |
| Đức       | 1988 | 9       | 1            |
| Đức       | 1989 | 5       | 0            |
| Đức       | 1990 | 13      | 4            |
| Đức       | 1991 | 6       | 0            |
| Đức       | 1992 | 8       | 0            |
| Đức       | 1993 | 3       | 0            |
| Đức       | 1994 | 9       | 0            |
| Tổng      | Tổng | 86      | 8            |